# Herbert Blaschke
Herbert Blaschke (* 12. Juli 1901 in Breslau, Provinz Schlesien; † 2. November 1973 Duderstadt, Niedersachsen) war ein deutscher Kunstmaler, Graphiker, Staffierer, Restaurator und Museumsleiter.

## Leben
Herbert Blaschke war der Sohn eines Maurers. Nach einer vierjährigen Lehre als Dekorationsmaler studierte er an der Breslauer Kunstakademie Graphik und Malerei. 1923 ließ er sich als freischaffender Künstler in Neundorf in der Grafschaft Glatz nieder, wo er ein Jahr später heiratete und eine Familie gründete. 1930 konvertierte er vom evangelischen zum katholischen Glauben. 1932 erbaute er ein Haus mit Atelier in Habelschwerdt. Zu seinen zahlreichen Aufträgen gehörten u. a. die Ausmalung von Kirchen, Kapellen und öffentlichen Einrichtungen. Als Kriegsteilnehmer geriet er 1945 kurz in amerikanische Kriegsgefangenschaft. Nach der Entlassung konnte er nach Habelschwerdt zurückkehren, das bei Kriegsende 1945 mit fast ganz Schlesien an Polen gefallen war. 1946 wurde er mit seiner Familie aus Habelschwerdt vertrieben und fand eine Unterkunft in Schöppingen im Münsterland. Dort erhielt er schon bald Aufträge für Renovierungen von Kirchen und anderen Gebäuden, u. a. in Papenburg und Epe. Für das Schloss Ahaus schuf er die Wandgemälde der Pavillons.
1963 wurde Herbert Blaschke als Leiter des Heimatmuseums Duderstadt berufen. Seine künstlerische Tätigkeit gab er nicht auf. Neben Malen und Zeichnen schuf er Mosaike, für die er eine besondere Technik entwickelt hatte. Eines seiner letzten Werke war der Entwurf für den Duderstädter Pferdebrunnen an der Servatiuskirche.

## Auszeichnungen
- Kreisheimatplakette des Untereichsfeldes („Goldene Mark“), 1972[2]

## Werke (Auswahl)
- Kreuzweg mit Hinterglasmalerei und Erneuerung der floralem Muster in der Kirche in Neudorf, Landkreis Habelschwerdt, nach 1923.
- 8 × 10 m großes, ovales Deckengemälde „Mariä Krönung“ in der Mariä-Himmelfahrt-Kirche in Schlaney/Schnellau, Landkreis Glatz, 1934[3].
- Deckengemälde der St.-Joseph-Kirche in Verlorenwasser bei Habelschwerdt, 1938.
- Deckengemälde der Kirche St. Maria Magdalena in Gorzanów (Grafenort) in Schlesien, 1940[4]

Weitere Werke schuf er in Schlesien u. a. für Sandberg bei Obersalzbrunn, Steinbach, Patschkau und Altweistritz. Außerdem schuf er zahlreiche Werke in Duderstadt und Umgebung.